# جون إليوت جاردينر
جون إليوت جاردينر (بالإنجليزية: John Eliot Gardiner)‏ (و. 1943  م) هو موزع، وقائد جوقة، وموسيقي، ومخرج موسيقي، وملحن بريطاني.

## التعليم
تعلم في كلية الملك في كامبريدج، وكلية الملك في لندن، ومدرسة براينستون ‏.

## جوائز
حصل على جوائز منها:
- Royal Academy of Music Bach Prize [الإنجليزية]‏ (2007)[7]
- جائزة ليوني سونينج للموسيقى [الإنجليزية]‏ (2004)
- Bach Medal [الإنجليزية]‏ (2004)[8]
- جائزة روبرت شومان لمدينة تسفيكاو [الإنجليزية]‏ (2000)[9]
- Handel Prize [الإنجليزية]‏ (2000)[10]
- وسام جوقة الشرف من رتبة فارس
- نيشان صليب الاستحقاق من الرتبة الأولى لسكسونيا السفلى
- نيشان استحقاق صليب الضباط لجمهورية ألمانيا الاتحادية
- قائد وسام الامبراطورية البريطانية
- قائد الفنون والآداب.

## وصلات خارجية
- جون إليوت جاردينر على موقع IMDb (الإنجليزية)
- جون إليوت جاردينر على موقع مونزينجر (الألمانية)
- جون إليوت جاردينر على موقع ميوزك برينز (الإنجليزية)
- جون إليوت جاردينر على موقع أول ميوزيك (الإنجليزية)
- جون إليوت جاردينر على موقع ديسكوغز (الإنجليزية)
- جون إليوت جاردينر على موقع قاعدة بيانات الفيلم (الإنجليزية)

- جون إليوت جاردينر في قاعدة بيانات الأفلام على الإنترنت